# Velòdrom de Son Moix
El Velòdrom de Son Moix és una pista de ciclisme en pista a l'aire lliure de Palma (Mallorca, Illes Balears, Espanya). Va ser inaugurada el 1987 i és de titularitat municipal. Fou el principal (i únic) velòdrom de la ciutat fins a la construcció del Palma Arena.
Va ser planificat com a part integrant del complex esportiu municipal de Son Moix, el qual va començar amb la construcció del pavelló d'esports el 1976. Posteriorment se li afegí el velòdrom (1987), pistes de tennis i un camp de futbol (1993) i finalment l'estadi (1999).

## Història
La pista fou inaugurada el 5 de juny de 1987 amb la disputa dels campionats d'Espanya en pista en categoria femenina (aficionades i juvenils) i masculina (juvenils) del 5 al 7 de juny. Des de llavors acollí nombroses proves ciclistes en totes les seves categories.
A partir de 2006 aproximadament les proves ciclistes s'anaren espaiant fins a gairebé desaparèixer, en part per la inauguració del Palma Arena el 2007, velòdrom cobert molt més capaç i versàtil, i en part per deficiències en el seu manteniment.
A principis de 2018 es va aprovar un projecte de rehabilitació, que va encetar-se a mitjans d'any i va culminar pel mes de novembre del mateix any. Posteriorment fou inaugurada la pista d'atletisme a l'interior, batejada amb el nom de Pista d'atletisme Mateo Domínguez.
Son Moix és una de les quatre pistes ciclistes que han existit a la ciutat i una de les dues que continuen en funcionament. Abans va existir el Velòdrom de Son Espanyolet (1893-1911) i el Velòdrom de Tirador (1903 i inactiu des de 1973). Actualment estan en actiu Son Moix i el Palma Arena, des de 2007.

## Esdeveniments

### Competicions estatals
D'ençà que fou inaugurat, Son Moix ha acollit els campionats estatals en diverses ocasions. En part va rellevar en protagonisme al Velòdrom Andreu Oliver de la localitat veïna d'Algaida.
- Campionat d'Espanya de velocitat: 1996
- Campionat d'Espanya de velocitat olímpica: 1996
- Campionat d'Espanya de mig fondo rere moto stayer: 1987, 1988 i 1989
- Campionat d'Espanya de persecució individual: 1987, 1996, 1997 i 2004
- Campionat d'Espanya de persecució per equips: 1996 i 1997
- Campionat d'Espanya d'americana: 1995, 1996 i 2004
- Campionat d'Espanya de puntuació: 1996, 1997 i 2004
- Campionat d'Espanya contrarrellotge sortida aturada: 2004
- Campionat d'Espanya de keirin: 2004
- Campionat d'Espanya d'scratch: 2004

### Competicions regionals
A escala balear la pista ha acollit proves dels campionats regionals des de la seva inauguració en totes les seves modalitats.
- Campionat de Balears de velocitat: 1987, 1988, 1989, 1991, 1993, 1994, 1995, 1996, 1997, 2001, 2002, 2003 i 2004
- Campionat de Balears de fons: 1987, 1988, 1989, 1991 i 1993
- Campionat de Balears de mig fons rere moto stayer: 1988
- Campionat de Balears de persecució: 1987, 1988, 1989, 1991, 1993, 1994, 1995, 1996, 1997, 2001, 2002, 2003, 2004 i 2005
- Campionat de Balears d'americana: 2002, 2003, 2004 y 2005
- Campionat de Balears de puntuació: 1991, 1994, 1995, 1996, 1997, 1999, 2001, 2002, 2003, 2004 i 2005
- Campionat de Balears de sortida aturada: 1987, 1988, 1989, 1991, 1993, 1994, 1995, 1996, 2001, 2002, 2003 i 2004
- Campionat de Balears de keirin: 2001, 2002, 2003, 2004 i 2005
- Campionat de Balears d'scratch: 2002, 2003, 2004 i 2005

### Competicions de ciclisme femení
A la pista s'han organitzat varios campionats oficials en categoria femenina.
- Campionat d'Espanya de persecució: 1987
- Campionat de Balears de velocitat: 1988 i 1994
- Campionat de Balears de persecució: 1988 i 1989